# Totenwache (Militär)

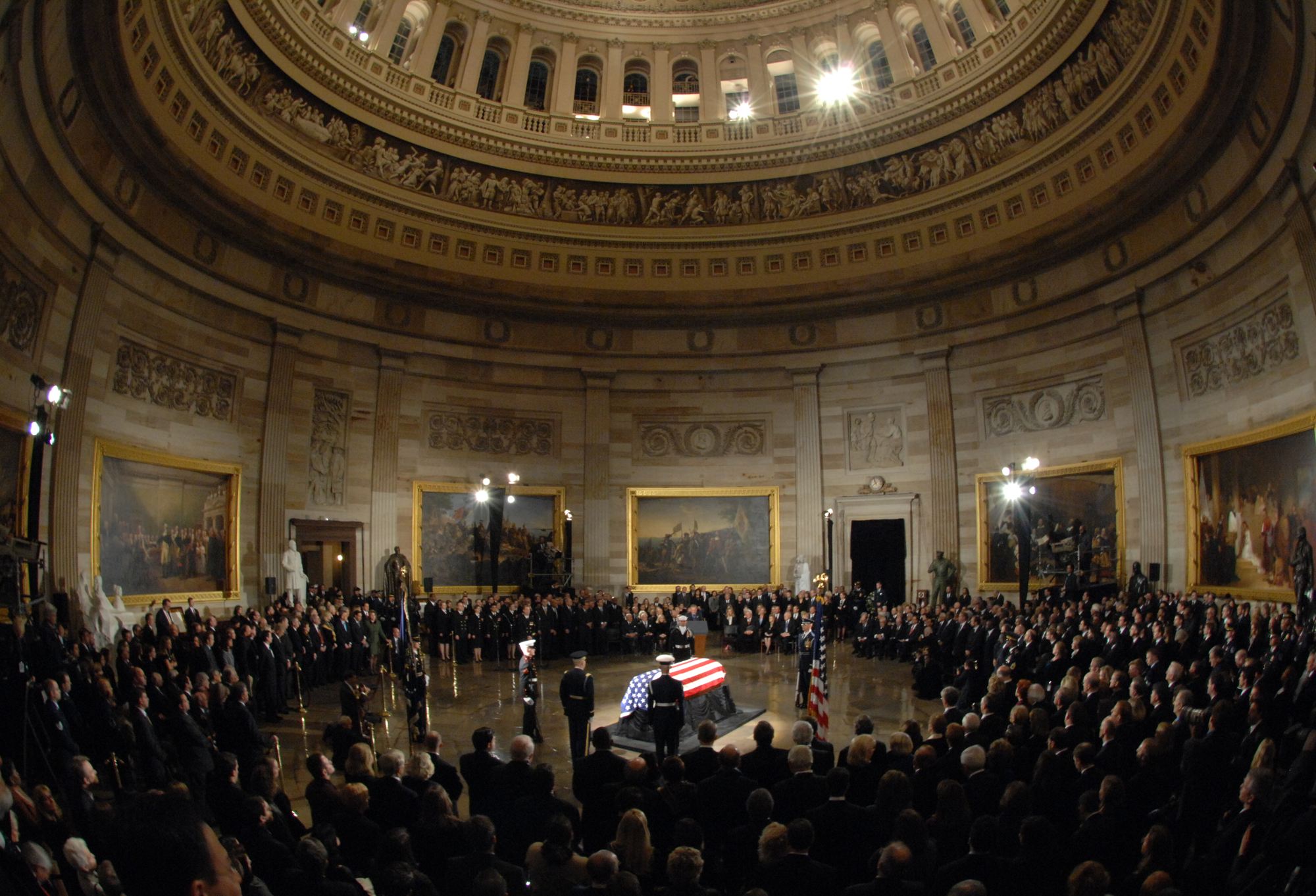
Am Sarg des ehemaligen US-Präsidenten Gerald Ford halten (im Uhrzeigersinn von links) Soldaten des US Marine Corps, der US Navy, der US Air Force, der US Coast Guard und der US Army die Totenwache.

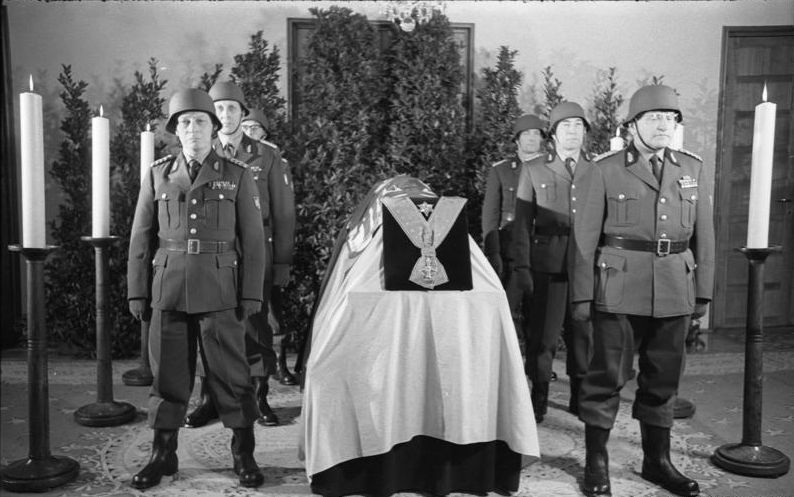
Ehrenwache am Sarg Konrad Adenauers, 1967

Unter einer Totenwache versteht man das Stellen von Ehrenposten zu beiden Seiten eines aufgebahrten Toten bzw. eines Sarges. Rang und Stellung des Toten beeinflussen dabei die Zahl und den Dienstgrad der als Totenwache eingesetzten Soldaten. Diese Form der militärischen Ehrerweisung steht sinnbildlich sowohl für eine über den Tod hinausgehende Bindung an den Verstorbenen als auch als besondere Anerkennung der Leistungen des Toten durch den Staat beziehungsweise als Anerkennung der Umstände seines Todes.

## Militärische Totenwachen in Deutschland
In Deutschland werden Totenwachen stets im Rahmen eines Begräbnisses mit militärischen Ehren oder eines Staatsbegräbnisses gestellt. Die Soldaten der Totenwache sollen den gleichen Dienstgrad haben wie der Verstorbene. Ist dies nicht möglich, sollen sie der gleichen Dienstgradgruppe entnommen werden. Für hochrangige zivile Verstorbene, die mit einem Staatsakt geehrt werden sollen, werden gewöhnlich Generale als Totenwache gewählt. Die Totenwache trägt Großen Dienstanzug (Dienstanzug mit Helm, Koppel und Stiefeln) mit weißem Hemd, Offiziere legen die Fangschnur an. Orden und Auszeichnungen werden zu diesem Anlass nicht als Bandschnalle, sondern als Große Ordensschnalle getragen.
Die Totenwache zieht mit wenigstens einem Meter Abstand neben dem Sarg auf, bevor die Trauergemeinde den Trauerraum (gewöhnlich Kirche oder Dom, ausnahmsweise auch Reichstag o. ä.) betritt, und nimmt Habt-Acht-Stellung ein. In der Regel wird während der Trauerfeier wenigstens einmal die Totenwache gewechselt, bei längeren Trauerfeiern auch häufiger. Wenn am Ende der Trauerfeier die Sargträger den Sarg aufgenommen haben und hinter dem Ordenskissenträger den Trauerkondukt mit dem Sarg anführen, begleitet die Totenwache den Sarg noch bis zum Leichenwagen, von wo sie formlos wegtritt.
Wie auf alle Elemente des militärischen Zeremoniells bei Trauerfeiern kann in Deutschland auf Wunsch der Angehörigen auch auf das Stellen einer Totenwache verzichtet werden.

## Militärische Totenwachen in anderen Ländern
Im Unterschied zu Soldaten der Bundeswehr tragen Soldaten anderer Länder meist eine Waffe beim Dienst als Totenwache. Je nach Land und Militärtradition wird diese dabei auf verschiedenste Arten gehalten, so stützen sich beispielsweise Totenwachen in den USA auf ihre am Boden ruhende Waffe ab, während in anderen Ländern die Waffen auch geschultert werden. Auch Kopf- und Körperhaltung der Ehrenposten können erheblich variieren (so senken zum Beispiel Totenwachen im Vereinigten Königreich ihre Köpfe), durchaus üblich ist auch das Abnehmen der Kopfbedeckung.